# Tourist (album)
Tourist is het derde muziekalbum van St Germain (echte naam Ludovic Navarre). Het album werd in 2000 uitgegeven bij jazz-label Blue Note.
Voor het produceren van het album maakte Ludovic Navarre gebruik van samples. Zo is in het nummer Rose Rouge een sample te horen van Marlena Shaw uit haar liveversie van het nummer Woman of the Ghetto. De drumloop is afkomstig uit Take Five van Dave Brubeck. Verder zijn er verschillende jazzmuzikanten op het album te horen. In het nummer Montego Bay Spleen speelt Ernest Ranglin gitaar.

## Tracklist
| 1. Rose Rouge           | 7:02 |
| 2. Montego Bay Spleen   | 5:44 |
| 3. So Flute             | 8:31 |
| 4. Land Of...           | 7:52 |
| 5. Latin Note           | 5:59 |
| 6. Sure Thing           | 6:22 |
| 7. Pont Des Arts        | 7:27 |
| 8. La Goutte D'Or       | 6:18 |
| 9. What You Think About | 4:47 |